# Publio Porcio Leca

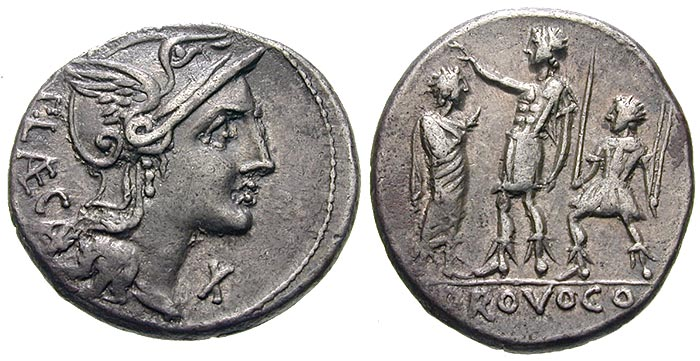
Publio Porcio Laeca Denario

Publio Porcio Leca  fue un político y militar romano del siglo II a. C., miembro de los Porcios Lecas, una familia de la gens Porcia.

## Carrera pública
Fue elegido tribuno de la plebe en  el año 199 a. C., cuando impidió que Lucio Manlio Acidino entrara en Roma para celebrar una ovación otorgada por el Senado. Como tribuno, pudo haber sido el proponente de las leyes Porcias. En el año 196 a. C., fue uno de los epulones tresviri. Fue asignado como pretor en el año 195 a. C. a Pisa con el encargo de luchar contra los ligures.